# Claude Pompidou
Claude Pompidou, de soltera Claude Jacqueline Cahour (13 de noviembre de 1912 - 3 de julio de 2007) fue la viuda del antiguo presidente de la República Francesa Georges Pompidou y por esa razón fue la que recibió por segunda vez el título no oficial de primera dama de Francia en la Quinta república, entre 1969 y 1974, fecha en la que falleció el presidente Pompidou.
Presidió durante más de 30 años la fundación que lleva su nombre: la Fundación Claude Pompidou.

## Fundación Claude Pompidou
Creada en 1970 a instancias de Claude Pompidou, la Fundación, a la que se ha reconocido como de "utilidad pública", tiene como objetivo ayudar a las personas mayores, a los enfermos hospitalizados y a los niños discapacitados. Desarrolla su trabajo por medio de equipos de voluntarios que trabajan en toda Francia, tanto en los hospitales como en los domicilios de los niños discapacitados. De modo paralelo, la fundación construye y gestiona establecimientos especializados en el terreno de la discapacidad y en el de las personas mayores. La Fundación dispone de quince estructuras para personas mayores y discapacitadas y de un hogar para niños con problemas sociales, que cuenta con una escuela de hostelería.
- Datos: Q269422
- Multimedia: Claude Pompidou / Q269422